# Strendur
Strendur es una localidad feroesa de la isla Eysturoy. Es la capital y mayor población del municipio de Sjógv. Tiene 785 habitantes en 2011. Su nombre significa "playa".

## Geografía
Strendur está situada en el sur de Eysturoy, en la orilla occidental del Skálafjørður, muy cerca de la desembocadura de éste. Strendur se encuentra a las faldas del monte Kambur. El terreno es relativamente llano, sobre todo al sur —donde convergen el Skálafjørður y el Tangafjørður—, lo que lo hace propicio para granjas.
Strendur es la localidad más sureña del municipio de Sjógv; las localidades más cercanas son Kolbanargjógv, al oeste, e Innan Glyvur, al norte. Justo frente a Strendur se encuentra Saltnes y la zona de Runavík, en la orilla opuesta del fiordo.
Al norte de Strendur se encuentra Við Sjógv; ésta originalmente fue una aldea separada pero en el presente forma parte integral de Strendur. Su nombre significa "junto al mar", y le dio nombre a la parroquia y al municipio de Sjógv. Við Sjógv cuenta con un pequeño embarcadero para botes, mientras que el puerto principal se encuentra en el centro de Strendur.